# Pseudotrochalus gilsoni
Pseudotrochalus gilsoni är en skalbaggsart som beskrevs av Moser 1916. Pseudotrochalus gilsoni ingår i släktet Pseudotrochalus och familjen Melolonthidae. Inga underarter finns listade i Catalogue of Life.